# Oceanapia stalagmitica
Oceanapia stalagmitica är en svampdjursart som först beskrevs av Wiedenmayer 1977.  Oceanapia stalagmitica ingår i släktet Oceanapia och familjen Phloeodictyidae.
Artens utbredningsområde är Bahamas. Inga underarter finns listade i Catalogue of Life.